# Étude op. 25, no 4 de Chopin
Pour un article plus général, voir Études de Chopin.

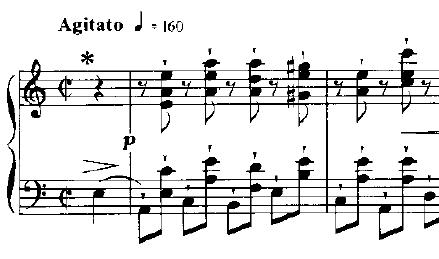
Incipit de lÉtude Op. 25 No. 4.

L'Étude op. 25, no 4 en la mineur est une étude technique composée par Frédéric Chopin. Elle est notée Agitato en tête. Ce morceau ressemble à une polka. La technique explorée dans cette pièce est l'exécution d'accords staccato à contretemps sur une basse régulière à contretemps. C'est un exemple de syncope. La main gauche saute des intervalles allant jusqu'à un dixième (octave plus une tierce) entre la basse et la note la plus basse de l'accord suivant (et inversement) : cela nécessite un 5e doigt de la main gauche très fort. Très souvent, l'interprète doit tenir la note la plus haute de la main droite en legato tout en continuant à jouer le reste de l'accord dans cette main (et dans la main gauche) en staccato : cela nécessite un 5e doigt de la main droite très fort. La fin est marquée Lento et pianissimo et les accords sont tous en rythme, ce qui contraste fortement avec le reste du morceau.
Les 53 études sur les études de Chopin de Leopold Godowsky comprennent deux versions dont une version pour main gauche seule et une transposé en fa mineur.